# Уфимские губернские ведомости
Уфимские губернские ведомости — первая газета в Уфе, выходила еженедельно с середины 1865 года.
Первый номер вышел 13 января 1838 года под названием «Оренбургские губернские ведомости». После разделения в 1865 году Оренбургской губернии на Уфимскую и Оренбургскую газета получила название «Уфимские губернские ведомости». Газета выходила один раз в неделю, по субботам, на 12-16 страницах плохой бумаги. Печатались только официальные постановления и распоряжения губернских органов. В 1843 году в «Губернских ведомостях» «неофициальная часть» (статьи о природе, населении, хозяйстве и истории Уфимско-Оренбургского края, новости). Редактором «неофициальной части» газеты стал смотритель уездного училища Иван Прокопьевич Сосфенов.
Число подписчиков «Уфимских губернских ведомостей» в 1882 году составляло 733 — частные лица и организации. Подписная цена с доставкой на дом на год была четыре рубля 80 копеек.
В 1898—1902 гг. еженедельно выходило приложение — газета Уфимское попечительство о народной трезвости.
Во время революции 1905—1907 годов и позднее «Уфимские губернские ведомости» превратились в черносотенный листок. Прогрессивная часть населения Уфы пыталась жаловаться губернатору, требовать прекращения погромных призывов газеты, травли интеллигентов. Но напрасно. Зато черносотенные «Уфимские губернские ведомости» позорно прославились на всю Россию. Центральная газета «Право» за 1905 год, напоминает краевед Николай Николаевич Барсов, рассказала читателям в нескольких номерах о черносотенной позиции журналистов и издателей «Уфимских губернских ведомостей».
В 1890 году газета «Уфимские губернские ведомости» выходили ежедневно.
22 марта 1917 года вышел последний номер этой газеты. Через неделю редакция «Ведомостей» в той же типографии начнет выпускать новую газету «Известия Уфимского губернского комиссариата».
Издание было возобновлено в 2002 году под названием «Уфимские ведомости».  

## У Чехова
Мысли читателя газет и журналов: «Не читайте Уфимских губернских ведомостей: из них вы не почерпнете никаких сведений об Уфимской губернии» (1883, опубл.: юмористический журнал «Осколки», 1883, № 3, 15 января (ценз. разр. 14 января), стр. 6. Подпись: Человек без селезёнки..).